# 1898 في بولندا
فيما يلي قوائم الأحداث التي وقعت خلال عام 1898 في بولندا.

## كتب
من الكتب التي صدرت هذه السنة في بولندا:
- 1 يناير – الشباب من تأليف جوزيف كونراد.

## مواليد

### يناير
- 1 يناير – بوغوميو بافووفسكي عالم نبات بولندي.

### مايو
- 6 مايو – أوغينيوز ريبكا عالم فلك بولندي.
- 16 مايو – تمارا دي ليمبيكا رسامة بولندية.

### يوليو
- 29 يوليو – أيزيدور إسحق رابي فيزيائي من الولايات المتحدة.

### أغسطس
- 20 أغسطس – ليوبولد إنفيلد فيزيائي بولندي.

### سبتمبر
- 23 سبتمبر – يادفيغا سموسارسكا ممثلة بولندية.

### أكتوبر
- 14 أكتوبر – هيلموث فون بانويتز

## وفيات

### يناير
- 1 يناير – أوغست أسمان (مواليد 1819) عالم حشرات ألماني.

### يونيو
- 25 يونيو – فرديناند كوهن (مواليد 1828)